# Castellar (Jaén)
Castellar är en kommun i Spanien.   Den ligger i provinsen Provincia de Jaén och regionen Andalusien, i den centrala delen av landet, 240 km söder om huvudstaden Madrid. Antalet invånare är 3 543. Arean är 155 kvadratkilometer.
Terrängen i Castellar är kuperad åt sydväst, men åt nordost är den platt.